# Municipio de Lower Makefield
El municipio de Lower Makefield (en inglés: Lower Makefield Township) es un municipio ubicado en el condado de Bucks en el estado estadounidense de Pensilvania. En el año 2000 tenía una población de 32.681 habitantes y una densidad poblacional de 703.4 personas por km².

## Geografía
El municipio de Lower Makefield se encuentra ubicado en las coordenadas 40°13′32″N 74°49′56″O / 40.22556, -74.83222.

## Demografía
Según la Oficina del Censo en 2000 los ingresos medios por hogar en la localidad eran de $98,090 y los ingresos medios por familia eran $106,908. Los hombres tenían unos ingresos medios de $80,329 frente a los $47,138 para las mujeres. La renta per cápita para la localidad era de $43,983. Alrededor del 2,7% de la población estaban por debajo del umbral de pobreza.